# Cogtong-Bucht
Die Cogtong-Bucht ist eine Meeresbucht an der Südostküste der Insel Bohol auf den Philippinen. Die beiden Gemeinden Mabini und Candijay teilen sich die Bucht zu fast gleichen Teilen. Insgesamt liegen acht Barangays am Küstensaum der Bucht. Die Cogtong-Bucht bildet eine tiefere Meeresbucht an der westlichen Küste des Canigao-Kanals aus, in der die Inseln Lumislis, Katiil, Tabongdio, Calanggaman und die beiden Korallenriffe Tagaytay und Kawasihan liegen. Es münden die Flüsse Cabidian, Matulid und Sagumay in sie.     
In der Bucht liegen ausgedehnte Wattflächen und große Mangrovenwälder, die Mangroven bedecken eine Fläche von 20 km² in der Bucht, von diesen sind 14 km² intakte Wälder, für wirtschaftliche Entwicklung der Gemeinden wurden Aquakulturen auf 330 Hektar einrichtet. Die Mangroven sind mit der Nipapalme (Nypa fruticans) durchsetzt. Es konnten insgesamt 33 Arten von Mangroven identifiziert werden und stehen unter Naturschutz  als ein Mangrove Forest Reserves. Die Insel Lumislis kann bei Ebbe zu Fuß über die Wattflächen erreicht werden.   
Die Region um die Bucht hat ein tropisches Regenwaldklima ohne Trockenzeit, es fallen zum Teil starke Niederschläge.